# Deerfield (Wisconsin)
Deerfield és una població dels Estats Units a l'estat de Wisconsin. Segons el cens del 2000 tenia 1.971 habitants.

## Demografia
Segons el cens del 2000, Deerfield tenia 1.971 habitants, 726 habitatges, i 527 famílies. La densitat de població era de 667,6 habitants per km².
Dels 726 habitatges en un 40,8% hi vivien nens de menys de 18 anys, en un 59,9% hi vivien parelles casades, en un 8,7% dones solteres, i en un 27,3% no eren unitats familiars. En el 21,8% dels habitatges hi vivien persones soles el 8,5% de les quals corresponia a persones de 65 anys o més que vivien soles. El nombre mitjà de persones vivint en cada habitatge era de 2,71 i el nombre mitjà de persones que vivien en cada família era de 3,17.
Per edats la població es repartia de la següent manera: un 30,8% tenia menys de 18 anys, un 7,6% entre 18 i 24, un 35% entre 25 i 44, un 17,5% de 45 a 60 i un 9,1% 65 anys o més.
L'edat mediana era de 32 anys. Per cada 100 dones de 18 o més anys hi havia 102,2 homes.
La renda mediana per habitatge era de 50.439 $ i la renda mediana per família de 55.278 $. Els homes tenien una renda mediana de 38.250 $ mentre que les dones 27.115 $. La renda per capita de la població era de 20.209 $. Aproximadament el 0,9% de les famílies i el 2,4% de la població estaven per davall del llindar de pobresa.

## Poblacions properes
El següent diagrama mostra les poblacions més properes.